# NPSH
En hidráulica, la NPSH (acrónimo de Net Positive Suction Head), también conocido como ANPA (Altura Neta Positiva en la Aspiración) y CNPA (Carga Neta Positiva en Aspiración), es una cantidad utilizada en el análisis de la cavitación de una instalación hidráulica.
La NPSH es un parámetro importante en el diseño de un circuito de bombeo que ayuda a conocer la cercanía de la instalación a la cavitación. Si la presión en algún punto del circuito es menor que la presión de vapor del líquido, este entrará en cavitación. Este fenómeno, similar a la vaporización, puede dificultar o impedir la circulación de líquido, y causar daños en los elementos del circuito.
En las instalaciones de bombeo se debe tener en cuenta la NPSH referida a la aspiración de la bomba, distinguiéndose dos tipos de NPSH:
- NPSH disponible: es una medida de cuán cerca está el fluido de la cavitación.
- NPSH requerido: valor límite requerido, en cierto punto de la instalación, para evitar que el fluido entre en cavitación.

## NPSH requerida
La NPSH requerida es la NPSH mínima que se necesita para evitar la cavitación. Depende de las características de la bomba, por lo que es un dato que debe proporcionar el fabricante en sus curvas de operación.
| Símbolo                             | Nombre                                                                                          | Unidad |
| ----------------------------------- | ----------------------------------------------------------------------------------------------- | ------ |
| {\displaystyle {NPSH}_{r}}          | NPSH requerida                                                                                  | m.c.a. |
| {\displaystyle H_{z}}               | Altura mínima necesaria a la entrada del rodete                                                 | m.c.a. |
| {\displaystyle {\frac {V^{2}}{2g}}} | Presión cinética correspondiente a la velocidad de entrada del líquido en la boca de aspiración | m.c.a. |

## NPSH disponible

Esquema simplificado de una instalación de bombeo. El punto 0 es el nivel de aspiración y el punto i es la entrada a la bomba.

La NPSH disponible es una medida de que tan cerca está el fluido de la cavitación. Esta cantidad depende de las características de la instalación y del líquido a bombear. La NPSH disponible es igual a la altura hidráulica total que tiene el fluido a la entrada de la bomba, menos la presión de vapor, menos la altura geométrica de aspiración.
| Símbolo                    | Nombre                                                  | Unidad |
| -------------------------- | ------------------------------------------------------- | ------ |
| {\displaystyle {NPSH}_{d}} | NPSH disponible                                         |        |
| {\displaystyle \gamma }    | Peso específico del líquido                             | N/m3   |
| {\displaystyle P_{E}}      | Presión absoluta a la entrada de la bomba               | Pa     |
| {\displaystyle P_{v}}      | Presión de vapor del líquido a la temperatura de bombeo | Pa     |
| {\displaystyle V_{E}}      | Velocidad a la entrada de la bomba                      | m/s    |

Si utilizamos valores referenciados al nivel de aspiración, la NPSH disponible se obtiene de la siguiente forma.
| Símbolo                    | Nombre                                     | Unidad |
| -------------------------- | ------------------------------------------ | ------ |
| {\displaystyle {NPSH}_{d}} | NPSH disponible                            |        |
| {\displaystyle P_{A}}      | Presión en el nivel de aspiración          | Pa     |
| {\displaystyle Z_{A}}      | Altura geométrica de aspiración            | m      |
| {\displaystyle h_{f}}      | Pérdida de carga en la línea de aspiración | m      |

Esta pérdida de carga incluye tanto la pérdida de energía por fricción del fluido con la tubería, como la suma de las pérdidas localizadas (debidas a accesorios como entradas, válvulas y codos), en la línea de aspiración.

## Cavitación
La NPSH disponible debe ser mayor que la NPSH requerida para evitar la cavitación. Las causas más frecuentes de que esta condición no se cumpla son tres:
- Aumento de la pérdida de carga en la línea de aspiración, bien por obstrucción de la tubería o filtro de aspiración, bien por funcionamiento de la bomba con la válvula de aspiración semicerrada.

- Aumento de la presión de vapor del líquido al aumentar su temperatura, por ejemplo si el líquido a bombear se refrigera previamente, y esta refrigeración falla.

- Altura de aspiración: Diferencia entre la cota de eje bomba y la de la lámina de agua